# Soconusco (municipalité)
Pour les articles homonymes, voir Soconusco.
La municipalité de Soconusco est l'une des 212 municipalités de l'État de Veracruz, et est située dans la partie sud-est de cet État, au Mexique. Elle est située au sud du golfe du Mexique, sur le flanc occidental de l'isthme de Tehuantepec, dans le bassin du fleuve Río Coatzacoalcos. Elle fait également partie de la Région Olmeca, qui est l'une des subdivisions administratives de l'État de Veracruz.

## Géographie
Le territoire de la municipalité de Soconusco s'étend du nord-ouest au sud-est sur le versant occidental du bassin bassin du fleuve Río Coatzacoalcos, et est arrosé par de petits cours d'eau affluents de la rivière Río Chacalapa, elle-même affluente du Coatzacoalcos. Son chef-lieu éponyme se situe dans les confins sud-est de son territoire, en situation de conurbation avec la ville voisine d'Acayucan. Son territoire couvre une superficie de 96,4 km2, était peuplé en 2010 de 14 395 habitants, pour une densité de 149,3 habitants par km2.
Elle fait partie de la "Zona metropolitana de Acayucan", composée des municipalités de Acayucan, Oluta et Soconusco.
Elle est limitrophe au nord des municipalités de Chinameca et de Soteapan, à l'ouest de celle d'Acayucan, au sud de celle d'Oluta, et à l'est de celles de Texistepec et de Jáltipan.

## Composition et démographie
La municipalité était composée en 2010 de 72 localités, dont seules 2 étaient considérées comme urbaines, les autres étant rurales.
| Localité                   | Population |
| -------------------------- | ---------- |
| Soconusco                  | 5825       |
| Colonia Lealtad            | 3507       |
| Fraccionamiento Santa Cruz | 1636       |
| Chalcomulco                | 796        |
| Ejido La Virgen            | 602        |
| Restes des localités       | 2029       |
| Total population           | 14 395     |

En plus de l'espagnol, plusieurs langues amérindiennes sont parlées dans la municipalité, dont les principales sont par ordre d'importance : le popoluca, le nahuatl, le zapotèque et le chinantèque.

## Histoire
La municipalité de Soconusco est absorbée par sa voisine Acayucan en 1922, avant d'être recréée en 1926.

## Économie

### Agriculture et élevage
La superficie des parcelles semées représentait en 2013 une surface totale de 2403,5 hectares, parmi lesquels 1495 hectares étaient à la culture de maïs, 554 hectares à celle du palmier africain et 156,5 hectares à celle des oranges.
En 2013, la production de viande par tonnes comprenait 636,9 tonnes de viande bovine, 86,3 tonnes de viande porcine, 4,9 tonnes de viande ovine, 3312,9 tonnes de volailles et une tonne de dinde. La superficie vouée à l'élevage représentait alors 5698 hectares.